# Cupania concolor
Cupania concolor är en kinesträdsväxtart som beskrevs av Ludwig Radlkofer. Cupania concolor ingår i släktet Cupania och familjen kinesträdsväxter. Inga underarter finns listade i Catalogue of Life.